# Extertalbahn 21 und 22
Die Gütertriebwagen 21 und 22 sind zwei noch heute bei der Extertalbahn erhaltene elektrische Triebwagen, die beide unter Denkmalschutz stehen. Da sie überwiegend als Schlepptriebwagen eingesetzt wurden, werden sie vielfach auch als Elektrolokomotiven klassifiziert.

## Geschichte
Die neu gegründete Extertalbahn AG bestellte 1926 bei der Norddeutschen Waggonfabrik in Bremen zwei vierachsige Gütertriebwagen mit Drehgestellen. Am 30. Juni 1927 war der wagenbauliche Teil fertiggestellt, anschließend wurden sie auf eigenen Achsen nach Barntrup geliefert. Dort wurde von der AEG die elektrische Ausrüstung eingebaut.
Die Gütertriebwagen wurden mit den Nummern 21 und 22 in Dienst gestellt. Beide waren gleich aufgebaut und verfügten über je ein Gepäck- und Postabteil. Die Stromversorgung mit 1500 Volt Gleichstrom erfolgt über einen mittig angeordneten Scherenstromabnehmer. Ursprünglich waren diese mit zwei Schleifstücken mit einem größeren Abstand gestaltet, erst ab Ende der 1950er Jahre erhielten sie die heute übliche Form der Scherenstromabnehmer. Bei den Streckenverhältnissen der Extertalbahn waren die Fahrzeuge für einen Betrieb mit 250 t Anhängegrenzlast ausgelegt.
Da die Extertalbahn AG mehrere straßenbahnähnliche Personentriebwagen besaß, erhielten die beiden Gütertriebwagen neben der normalen Schraubenkupplung auch eine mittig angeordnete Trompetenkupplung, die heute aber nicht mehr verwendet wird. Auffällig war ferner die für Eisenbahnfahrzeuge untypische Anordnung des Spitzenlichts in V-Form. Später erfolgte der Umbau zur heutigen A-Form.

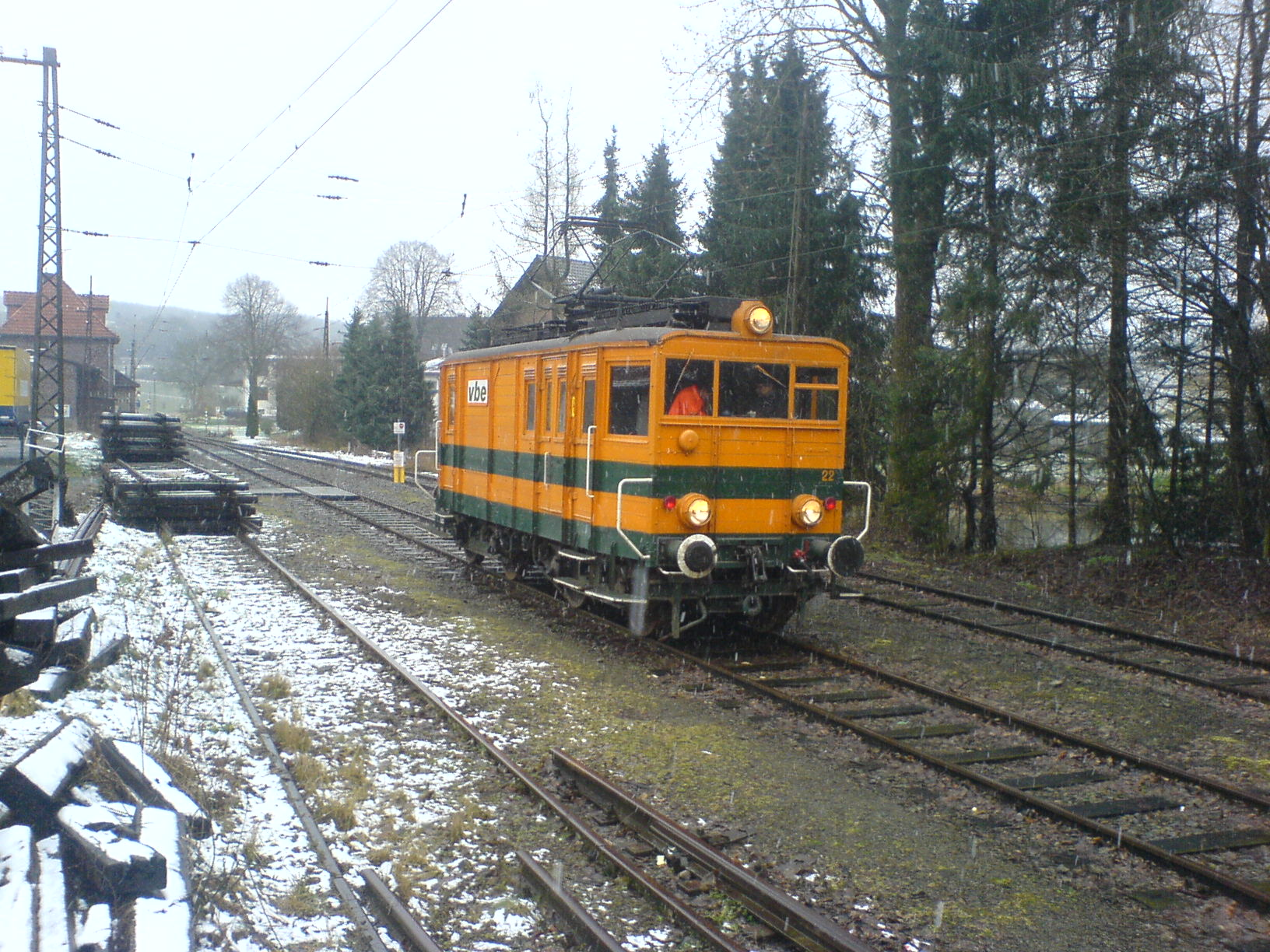
Triebwagen 22 im Bahnhof Alverdissen, März 2008

1964 erlitt der Triebwagen 22 einen Unfall, in dessen Folge das Fahrzeug umgebaut wurde. Das Stückgutabteil wurde entfernt. Äußerlich am auffallendsten ist die Vergrößerung der Fensterflächen auf den Führerständen. Zur Erhöhung der Reibungslast und damit der Zugkraft wurde Ballast eingebaut. Außerdem erhielt er neue Anfahrwiderstände. Um den Triebwagen 21 auf denselben Stand zu bringen, fehlte allerdings das Geld. Seither unterscheiden sich die Fahrzeuge deutlich voneinander.
Im Laufe der Jahrzehnte sind beide Triebwagen immer wieder umlackiert worden. So sind dunkelgrün, braun, bordeauxrot und orange mit einem und zwei grünen Streifen als Farbgebungen bekannt. Mit welcher Farbe sie abgeliefert worden sind, ist nicht dokumentiert.
Beide Fahrzeuge befanden sich noch bis 2001 im Güterzugdienst. Seitdem ist der Triebwagen 21 nach Fristablauf im Lokomotivschuppen in Bösingfeld abgestellt. Da er das einzige originalgetreu erhaltene Fahrzeug der Extertalbahn ist, soll er langfristig rollfähig erhalten bleiben. Triebwagen 22 wurde im August 2009 zunächst abgestellt, erhielt jedoch anschließend eine Hauptuntersuchung durch den ehrenamtlich tätigen Verein Landeseisenbahn Lippe e. V. und ist seit Mai 2013 wieder im Einsatz zwischen Bösingfeld und Alverdissen. Dabei ist die Lokomotive mit dem Farbton aus den 1960er Jahren (rot mit zwei weißen Streifen) versehen worden. Vom Fahrzeugregister des Eisenbahn-Bundesamtes wurde ihm die Baureihennummer 0493 zugeteilt.